# 49. BAFTA-gála
Az 49. BAFTA-gálát 1996. április 23-án tartották, melynek keretében a Brit film- és televíziós akadémia az 1995. év legjobb filmjeit és alkotóit díjazta.

## Díjazottak és jelöltek
(a díjazottak félkövérrel vannak jelölve)

### Legjobb film
Értelem és érzelem
- Babe
- György király
- Közönséges bűnözők

### Alexander Korda-díj az év kiemelkedő brit filmjének
György király
- Carrington - A festőnő szerelmei
- Haza és szabadság
- Trainspotting

### Legjobb nem angol nyelvű film
Neruda postása (Il postino) • Olaszország
- Csalóka napfény (Utomlyonnye solntsem) • Oroszország
- A nyomorultak (Les Misérables) • Franciaország
- Margó királyné (La Reine Margot) • Franciaország

### David Lean-díj a legjobb rendezésért
Michael Radford - Neruda postása
- Mel Gibson - A rettenthetetlen
- Nicholas Hytner - György király
- Ang Lee - Értelem és érzelem

### Legjobb főszereplő
Nigel Hawthorne - György király
- Nicolas Cage - Las Vegas, végállomás
- Jonathan Pryce - Carrington - A festőnő szerelmei
- Massimo Troisi - Neruda postása

### Legjobb női főszereplő
Emma Thompson - Értelem és érzelem
- Nicole Kidman - Majd' megdöglik érte
- Helen Mirren - György király
- Elisabeth Shue - Las Vegas, végállomás

### Legjobb férfi mellékszereplő
Tim Roth - Rob Roy
- Ian Holm - György király
- Martin Landau - Ed Wood
- Alan Rickman - Értelem és érzelem

### Legjobb női mellékszereplő
Kate Winslet - Értelem és érzelem
- Joan Allen - Nixon
- Mira Sorvino - Hatalmas Aphrodité
- Elizabeth Spriggs - Értelem és érzelem

### Legjobb adaptált forgatókönyv
Trainspotting - John Hodge
- Babe - George Miller, Chris Noonan
- Las Vegas, végállomás - Mike Figgis
- György király - Alan Bennett
- Neruda postása - Furio és Giacomo Scarpelli
- Értelem és érzelem - Emma Thompson

### Legjobb eredeti forgatókönyv
Közönséges bűnözők - Christopher McQuarrie
- Lövések a Broadwayn - Woody Allen, Douglas McGrath
- Muriel esküvője - P. J. Hogan
- Hetedik - Andrew Kevin Walker

### Legjobb operatőri munka
A rettenthetetlen
- Apolló 13
- György király
- Értelem és érzelem

### Legjobb jelmez
A rettenthetetlen
- György király
- Változások kora
- Értelem és érzelem

### Legjobb vágás
Közönséges bűnözők
- Apolló 13
- Babe
- György király

### Legjobb smink
György király
- A rettenthetetlen
- Ed Wood
- Értelem és érzelem

### Anthony Asquith-díj a legjobb filmzenének
Neruda postása - Luis Enríquez Bacalov
- A rettenthetetlen - James Horner
- György király - George Fenton
- Értelem és érzelem - Patrick Doyle

### Legjobb díszlet
Apolló 13
- A rettenthetetlen
- György király
- Értelem és érzelem

### Legjobb hang
A rettenthetetlen
- Apolló 13
- Aranyszem
- György király

### Legjobb vizuális effektek
Apolló 13
- Babe
- Aranyszem
- Waterworld – Vízivilág